# 王錫山
王錫山（1902年—1938年10月5日），字岳剛，遼寧鳳城人，東北陸軍講武堂第8期畢業，曾任国民革命军陆军第53军91师副师长。1938年10月5日，在萬家嶺戰役中遭到日軍包圍，中彈犧牲。

## 生平
1932年，參加馮占海等人所組織的吉林自衛救國軍，曾率兵在激戰中擊殺數百人，後改編為第五十三軍第91師第271旅旅长，參與多場戰事。1938年，成為副師長，同年8月參與武漢會戰。1938年10月5日，王錫山遭到日軍重兵圍攻犧牲，成為該戰役中唯一犧牲的將軍。2014年9月1日，王錫山被列入中華人民共和國民政部公布的第一批著名抗日英烈和英雄群體名錄之中。